# Езёраны (гмина)
Езёраны (пол. Jeziorany) — городско-сельская гмина (волость) в Польше, входит как административная единица в Ольштынский повет, Варминьско-Мазурское воеводство. Население — 8185 человек (на 2004 год).

## Демография
Данные по переписи 2004 года:
| Перепись                       | Всего   | Всего | Женщины | Женщины | Мужчины | Мужчины |
| ------------------------------ | ------- | ----- | ------- | ------- | ------- | ------- |
| Единицы                        | человек | %     | человек | %       | человек | %       |
| Население                      | 8185    | 100   | 4221    | 51,6    | 3964    | 48,4    |
| Плотность населения (чел./км²) | 38,3    | 38,3  | 19,8    | 19,8    | 18,6    | 18,6    |

## Сельские округа
1. Дерц
2. Езораны-Колёне
3. Франкново
4. Керштаново
5. Кикиты
6. Костшевы
7. Крамажево
8. Кроково
9. Лекиты
10. Мейска-Весь
11. Ольшевник
12. Первонги
13. Пишево
14. Полькаймы
15. Радостово
16. Студница
17. Студзянка
18. Тлоково
19. Потрыты
20. Вуйтувко
21. Жербунь
22. Жарденики

## Поселения
1. Вулька-Шляхецка
2. Вилькеймы
3. Модлины
4. Устник
5. Вуйтувко

## Соседние гмины
1. Гмина Барчево
2. Гмина Биштынек
3. Гмина Бискупец
4. Гмина Добре-Място
5. Гмина Дывиты
6. Гмина Кивиты
7. Гмина Кольно
8. Гмина Лидзбарк-Варминьски